# سفیدشدگی مرجان
سفیدشدگی مرجان‌ها (انگلیسی: Coral bleaching) فرآیندی است که در آن مرجان‌ها به دلیل عوامل تنش‌زای گوناگون مانند تغییرات دما، نور یا مواد مغذی سفید می‌شوند. سفید شدن زمانی اتفاق می‌افتد که پولیپ‌های مرجانی جلبک‌های همزیست زوگسانتاله (zooxanthellae) را که در داخل بافت آنها زندگی می‌کنند بیرون می‌کنند و باعث سفید شدن مرجان می‌شوند.زوگسانتاله‌ها فتوسنتزی هستند، و با افزایش دمای آب شروع به تولید گونه‌های اکسیژن فعال می‌کنند. این برای مرجان‌ها سمی است، بنابراین مرجان‌ها زوگسانتاله‌ها را بیرون می‌کنند. از آنجایی که زوگسانتاله‌ها اکثر رنگدانه‌های مرجانی را تولید می‌کند، بافت مرجانی شفاف می‌شود و اسکلت مرجانی ساخته شده از کربنات کلسیم را آشکار می‌کند. بیشتر مرجان‌های سفید شده سفید روشن به نظر می‌رسند، اما برخی به دلیل پروتئین‌های موجود در مرجان، آبی پاستلی، زرد یا صورتی هستند.
مرجان‌های سفیدشده به زندگی خود ادامه می‌دهند، اما در برابر بیماری و گرسنگی آسیب‌پذیرتر هستند.
زوگسانتاله‌ها تا ۹۰ درصد از انرژی مرجان را تأمین می‌کند، بنابراین مرجان‌ها از مواد مغذی محروم می‌شوند هنگامی که زوگسانتاله‌ها خارج می‌شوند.برخی از مرجان‌ها در صورت بازگشت شرایط به حالت عادی بهبود می‌یابند،" و برخی مرجان‌ها می‌توانند خود را تغذیه کنند. با این حال، اکثر مرجان‌های بدون زوگسانتاله گرسنگی می‌کشند.اگر اوضاع دوباره عادی شود برخی از مرجان‌ها بهبودی می‌یابند